# 에티엔 마틀레
에티엔 마틀레(프랑스어: Étienne Mattler, 1905년 12월 25일 ~ 1986년 3월 23일)는 프랑스의 축구 선수이다.
마틀레는 선수 생활의 대부분을 프랑스의 FC 소쇼-몽벨리아르에서 보냈다.
또한 마틀레는 프랑스 축구 국가대표팀으로 46경기를 출전했으며 여기에는 제2차 세계대전이 있기 전인 1930년 FIFA 월드컵, 1934년 FIFA 월드컵, 1938년 FIFA 월드컵에 나온 것도 포함된다. 특히 그가 마지막으로 참가한 월드컵에서는 대표팀의 주장을 맡기도 하였다.